# 钪辉石
钪辉石（英語：Davisite）是輝石群中一種極為罕見的礦物，化學式為CaScAlSiO6，它是以鈧為主的一種礦物。它是輝石群中含鈧的代表礦物，類比於其它成員紅鋁透輝石、grossmanite和kushiroite。钪辉石是一種包含紅鋁透輝石和鈧的稀缺礦物。